# Procés Leblanc

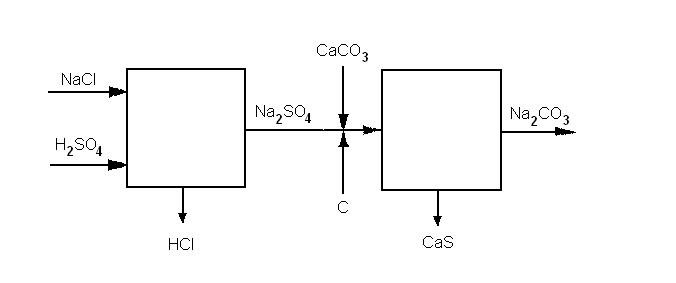
Fluxograma del procés.

El procés Leblanc va ser un dels primers processos industrials per a la producció de cendra de sosa (carbonat de sodi) utilitzat durant tot el segle xix, va ser anomenat així pel seu inventor, Nicolas Leblanc. Aquest procés constava de dues etapes: producció de sulfat de sodi a partir de clorur de sodi, seguidament es feia reaccionar sulfat de sodi amb carbó i carbonat de calci per produir carbonat de sodi. El procés va caure gradualment en desús i va ser substituït pel procés Solvay, més econòmic i menys contaminant.

## Introducció
La cendra de sosa (carbonat de sodi) i de potassa (carbonat de potassi), denominats genèricament àlcali, són substàncies químiques essencials per a les indústries del vidre, tèxtil, del sabó i del paper. En l'oest d'Europa tradicionalment s'havia obtingut potassa a partir de la cendres de fusta. No obstant això, al segle xviii, la desforestació havia tornat aquest mitjà de producció poc rendible, i el àlcali va haver de començar a ser importat. Així a tot Europa la potassa s'importava d'Amèrica del Nord, Escandinàvia i Rússia, on els grans boscos seguien dempeus. En canvi la cendra de sosa s'aconseguia de la costa del llevant espanyol i de les Illes Canàries, on es produïa de forma similar al carbó de llenya, a partir de les plantes costaneres anomenades barrella o salicorn, o també d'Egipte, on el mineral anomenat natró s'extreia de jaços de llacs secs. A Gran Bretanya, l'única font local d'àlcalis eren les algues marines, que arribaven a les costes d'Escòcia i Irlanda.
El 1783, el rei Luis XVI de França i l'Acadèmia de Ciències Francesa van oferir un premi de 2 400 lliures a qui pogués descobrir un mètode per produir àlcali de la sal marina (clorur de sodi). En 1791, Nicolas Leblanc, metge de Lluís Felip II, duc d'Orleans, va descobrir i va patentar el seu mètode. Aquest mateix any es va construir la primera planta de Leblanc per al duc de Saint-Denis, i aquesta va començar a produir 320 tones de cendra de sosa (carbonat de sodi) per any. Posteriorment se li va negar els diners del premi a causa de la Revolució Francesa.

## Fonament químic

Esquema de reacció del procés de Leblanc (verd = reactius, negre = productes intermedis, vermell = productes finals)

El procés Leblanc és un procés discontinu mitjançant el qual se sotmet el clorur de sodi a una sèrie de tractaments, per finalment produir carbonat de sodi. En la primera etapa, el clorur de sodi s'escalfa amb àcid sulfúric per produir sulfat de sodi (anomenada coca de sal) i gas clorur d'hidrogen d'acord amb l'equació química:
{\displaystyle \mathrm {2~NaCl+H_{2}SO_{4}\rightarrow Na_{2}SO_{4}+2~HCl} }
Aquesta reacció havia estat descoberta el 1772 pel químic suec Carl Wilhelm Scheele. La contribució de Leblanc va ser el segon pas, en el qual es barreja la coca de sal amb pedra calcària (carbonat de calci) triturada, carbó i s'escalfa. En la reacció química subsegüent, el carbó (carboni) s'oxida a diòxid de carboni, reduint el sulfat a sulfur i deixant una mescla sòlida de carbonat de sodi i sulfur de calci, anomenada cendra negra, segons l'equació química:
{\displaystyle \mathrm {Na_{2}SO_{4}+CaCO_{3}+2~C\rightarrow Na_{2}CO_{3}+CaS+2~CO_{2}} }
Atès que el carbonat de sodi és soluble en aigua, però no el carbonat de calci ni sulfur de calci, el carbonat de sodi es pot separar llavors de la cendra negre mitjançant el rentat amb aigua. L'aigua del rentat s'evapora després per donar carbonat de sodi sòlid. Aquest procés d'extracció es denomina lixiviació.

## El procés amb detall

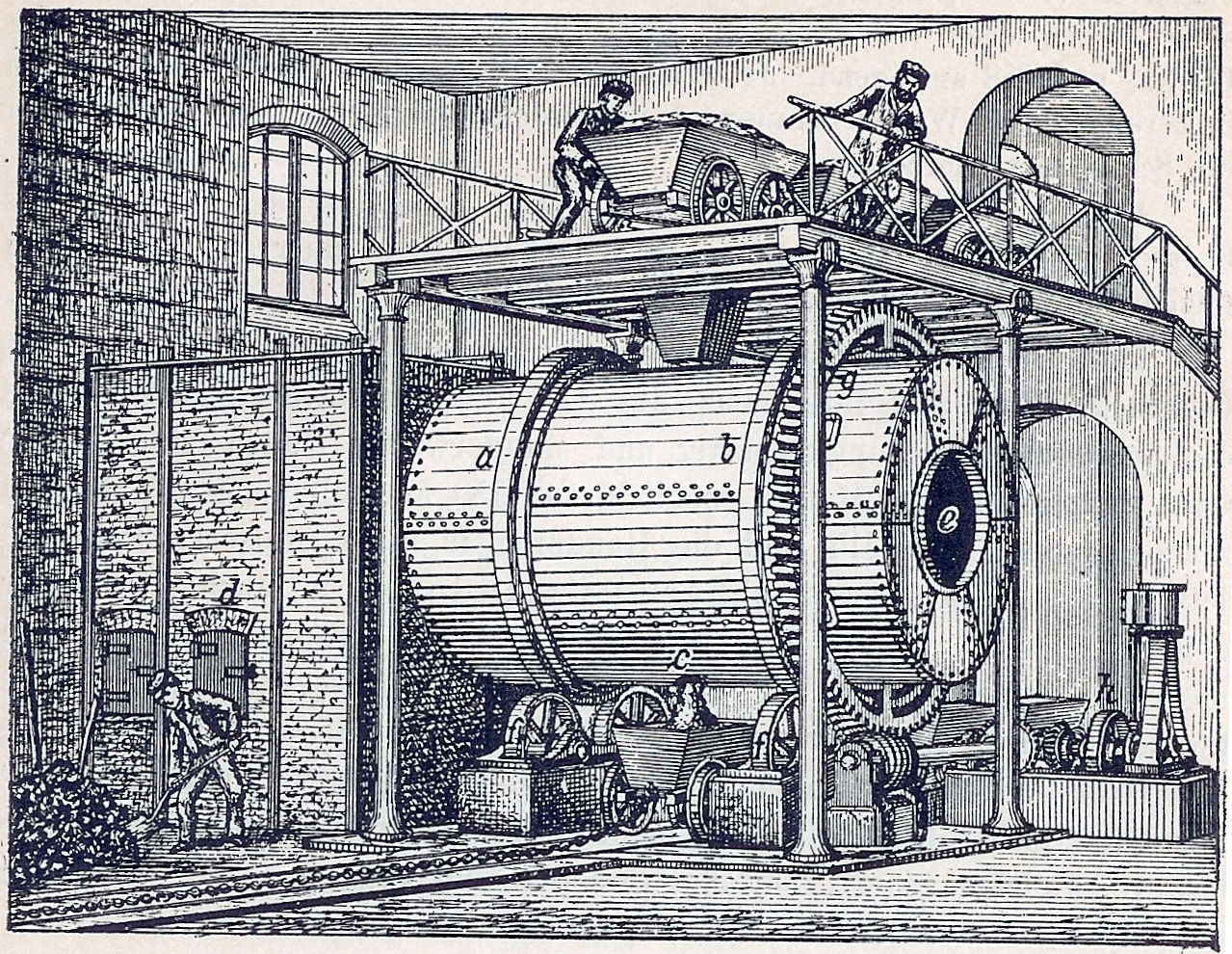
Forn cilíndric en la implementació a gran escala del procés de Leblanc en la segona meitat del.

El clorur de sodi es barreja inicialment amb una solució d'àcid sulfúric i aquesta mescla se sotmet després a un lleuger escalfament. Gran part del gas clorur d'hidrogen (i virtualment tot el gas HCl econòmicament recuperable) s'escapa en aquest punt. Això continua fins que tot el que queda és una massa fosa. Aquesta massa encara conté suficient clorur per contaminar les etapes posteriors del procés. La massa es exposa llavors a la flama directa, evaporant-se gairebé tot el clorur restant.
El carbó utilitzat en la següent etapa ha de contenir un baix percentatge de nitrogen per evitar la formació de cianur. El carbonat de calci, en forma de pedra calcària o guix, ha de tenir un baix percentatge de magnesi i sílice. La relació en pes de la càrrega és 02:02:01 de coca de sal, carbonat de calci, i carboni respectivament. Es cou en un forn de reverbero a uns 1 000 °C.
El producte negre resultant (cendra de llenya) ha de ser lixiviat immediatament per evitar que els sulfurs s'oxidin de nou a sulfat. En el procés de lixiviació, el negre de cendra està completament coberta d'aigua, una vegada més per evitar l'oxidació. Per optimitzar la lixiviació del material soluble, la lixiviació es realitza en etapes (o en cascada). És a dir, l'aigua pura s'utilitza en la cendra negra - que ja ha passat per etapes prèvies - després el licor d'aquesta etapa s'utilitza per lixiviar una fase anterior del negre de la cendra, i així successivament.
El licor final es tracta per bufat de diòxid de carboni a través d'ell. Est és un precipitat de calci dissolt més altres impureses. També es volatilitza el sulfur com a sulfur d'hidrogen (H₂S) en forma de gas. Qualsevol sulfur residual pot ser precipitat posteriorment per addició d'hidròxid de zinc. El licor se separa del precipitat i s'evapora en utilitzar la calor residual del forn de reverber. La cendra resultant es dissol en una solució concentrada en aigua calenta. Els sòlids que no es dissolguin se separen. La solució es refreda llavors fins a cristal·litzar en forma de decahidrat de carbonat de sodi gairebé pur.

## Història de la indústria
Leblanc va construir la primera planta que va fer servir el seu procés el 1791 a Saint-Denis. No obstant això, els revolucionaris francesos es van apoderar de la planta, juntament amb la resta dels béns de Lluís Felip, el 1794, i van fer públics els secrets comercials de Leblanc. Napoleó Bonaparte va retornar la planta a Leblanc el 1801, però mancava dels fons per reparar-la i competir contra les fàbriques de soda que d'altres havien muntat en el ínterim. Leblanc es va suïcidar el 1806.
A principi del segle xix, els industrials francesos de carbonat de sodi produïen de 10 000 a 15 000 tones a l'any. No obstant això, va anar a Gran Bretanya on més àmpliament es va utilitzar el procés Leblanc. La primera planta de soda britànica que emprava el procés Leblanc la va construir la família Losh dels fundadors de la factoria de ferro Losh, Wilson i Bell en Walker al costat del riu Tyne en 1816. Però els alts aranzels britànics sobre la producció de sal van obstaculitzar l'economia del procés de Leblanc i aquest tipus d'operacions es van mantenir a petita escala fins a 1824. Després de la derogació de la tarifa de la sal, la indústria de soda britànica va créixer de manera espectacular, i les factories químiques construïdes per James Muspratt a Liverpool, i Charles Tennant prop de Glasgow es van convertir en algunes de les més grans del món. Abans de 1852, la producció de soda anual havia aconseguit 140 000 tones en el Regne Unit i 45 000 tones a França. En la dècada de 1870, la producció d'àlcali britànica de va arribar a 200 000 tones anuals, superior a la de totes les altres nacions del món juntes.

## Problemes de contaminació
Les plantes del procés Leblanc són molt nocives per al medi ambient local. El procés de generació de coca de sal i àcid sulfúric allibera àcid clorhídric gasós, i com aquest àcid era industrialment inútil al segle xix, simplement era alliberat a l'atmosfera. A part d'això es produïa un residu sòlid insoluble i amb mala olor. Per cada 8 tones de carbonat de sodi, el procés produïa 5,5 tones de clorur d'hidrogen residuals i 7 tones de sulfur de calci residuals. Aquests residus sòlids (conegut com a galligu) no tenien cap valor econòmic. S'apilava en munts i s'escampava en els camps propers a les fàbriques d'àlcali, on alliberaven sulfur d'hidrogen, un gas tòxic responsable de l'olor a ous podrits.
{\displaystyle \mathrm {\ CaS+CO_{2}+H_{2}O\rightarrow CaCO_{3}+H_{2}S} }
A causa de les seves emissions nocives, les factories de soda Leblanc es van convertir en blancs d'accions legals i van ser objecte d'una legislació que les regulava. En 1839 una demanda en contra d'aquestes plantes deia: "el gas d'aquestes fàbriques és de tal naturalesa nociva, com a tota deterioració dins de la seva influència, i és per igual funesta per a la salut i la propietat. L'herba dels camps en els seus voltants es van cremar, els jardins no produeixen fruits, ni llegums;.. molts arbres florents s'han convertit últimament en pals podrits nus de bestiar i aus de corral i de caiguda del pi de distància que entela els mobles a les nostres cases, i quan estem exposats a ella, que és de freqüent ocurrència, que es veuen afectats per tos i dolors en el cap... tot la qual cosa atribuïm a les factories de soda ".
En 1863, el Parlament britànic va aprovar la primera de diverses lleis referents a la indústria d'àlcali: Alkali Act, la primera legislació moderna sobre la contaminació de l'aire. Aquesta llei imposava que no més del 5% de l'àcid clorhídric produït per les plantes que fabriquen cendra de sosa podria ser abocat a l'atmosfera. Per complir amb la legislació, la factories de soda feien passar el clorur d'hidrogen gasós a través d'una torre farcida amb carbó vegetal, on era absorbit per l'aigua que flueix en contracorrent. Els productes químics així generats donen com a resultat una solució d'àcid clorhídric generalment es llancen als cossos d'aigua propers, matant als peixos i altra vida aquàtica.
En la dècada de 1880, es van descobrir nous mètodes per convertir l'àcid clorhídric residual a clor gasós per a la fabricació de lleixiu en pols i per a la recuperació del sofre dels residus de sulfur de calci, però el procés Leblanc va seguir sent més malbaratador i contaminant que el procés Solvay.

## Decadència
En 1861, el químic belga Ernest Solvay va desenvolupar un procés més directe per a la producció de carbonat de sodi a partir de sal i pedra calcària mitjançant l'ús d'amoníac. L'únic producte residual del procés Solvay és clorur de calci, i per tant, és més econòmic i menys contaminant que el mètode Leblanc. Des de finals de 1870, la indústria de l'àlcali que utilitzava el procés Solvay a l'Europa continental va entaular una dura competència als mercats nacionals amb la indústria de l'àlcali que utilitzava el procés Leblanc amb seu a Gran Bretanya. A part d'aixó, la planta Solvay de Brunner Mond que va ser oberta en 1874 a Winnington prop de Northwich sempre va ser una forta competència a nivell nacional al Regne Unit. Els productors que usaven el procés Leblanc no van poder competir amb les que empraven el procés Solvay, i la seva producció de carbonat de sodi es complementava perfectament amb la producció de clor a partir del clorur d'hidrogen residual, blanquejador en pols, etc. sent així més rendibles (els subproductes no desitjats s'havien convertit en productes molt utilitzats). El desenvolupament de mètodes electrolítics per a l'obtenció del clor, va eliminar aquesta font de beneficis, i així va haver-hi un descens, només moderat per acords entre "gentlemens" amb els productors de Solvay. L'any 1900, el 90% de la producció de sosa del món era a través del mètode Solvay, i a Amèrica del Nord, a través de l'explotació minera de la trona, descoberta el 1938. L'última planta de cendra de sosa basada en el procés Leblanc va ser tancada en la dècada de 1920. No obstant això, per raó de la solubilitat de l'hidrogencarbonat, el procés Solvay no era funcional per a la fabricació del carbonat de potassi, i per a la seva fabricació el procés Leblanc va seguir en ús de manera limitada fins a una època més tardana.